# ماريوس بيكروس (لعبة فيديو)
ماريوس بيكروس (بالإنجليزية: Mario's Picross)‏ ، هي لعبة فيديو من نوع ألغاز نشره شركة نينتندو اليابانية سنة 1995م، وأعيد نشرها سنة 2011م عن طريق متجر فريتشول كونسول الخاص للموقع الإلكتروني المحمول.

## وصلات خارجية
- الموقع الرسمي
- Official Nintendo 3DS eshop Minisite
- Mario's Picross على موبي غيمز
- Picross 2 على موبي غيمز
- Mario's Picross / Picross 2 at NinDB